# Pie del Cerro, Jiquipilco
Pie del Cerro är en ort i Mexiko, tillhörande kommunen Jiquipilco i den nordvästra delen av delstaten Mexiko. Orten hade 150 invånare vid folkräkningen 2010.